# Katedra św. Jana Chrzciciela w Lyonie

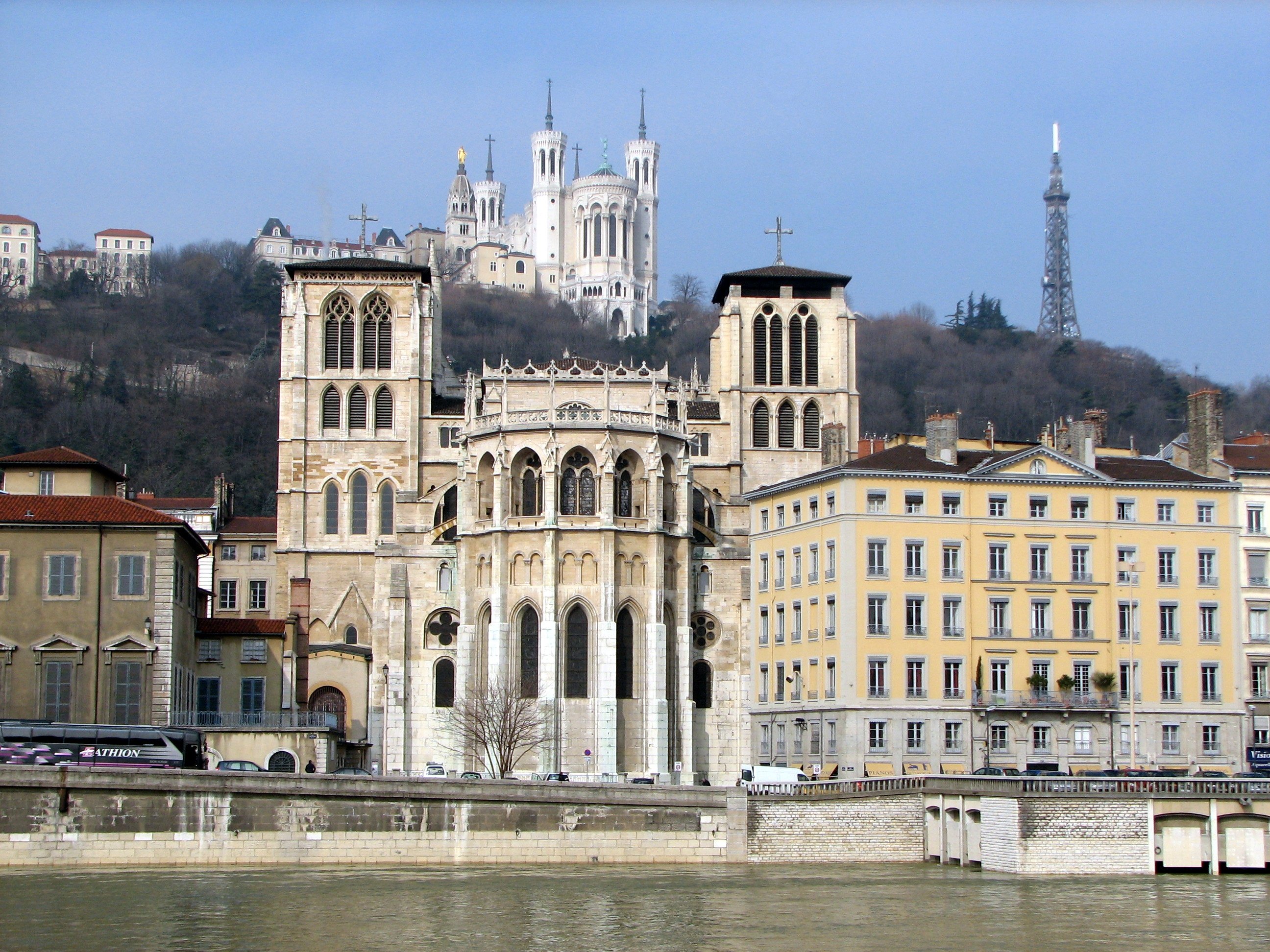
Katedra w Lyonie, a na wzgórzu Bazylika Notre-Dame de Fourvière

Katedra św. Jana Chrzciciela w Lyonie (fr. Cathédrale Saint-Jean-Baptiste de Lyon) – katolicka katedra w Lyonie, we Francji, siedziba arcybiskupa Lyonu. 
Inicjatorami budowy świątyni byli dwaj pierwsi biskupi Lyonu: św. Potyn i św. Ireneusz. Budowa rozpoczęła się w XII w. na ruinach VI-wiecznego kościoła, a została ukończona w 1476 r.
Katedra ma wewnątrz 80 m długości, 20 m szerokości w chórze oraz 32,5 m wysokości w nawie głównej. Organy zainstalowano w 1841 r., w końcu absydy. Przebudowano je następnie w 1875 r. Godne uwagi są 2 krzyże umieszczone po obu stronach ołtarza, zachowane jeszcze z czasu Soboru Lyońskiego II, z 1274 r. Są one symbolem zjednoczenia w Kościele. Wartościowa jest także kaplica Burbonów, wzniesiona przez kard. Karola de Bourbon i jego brata, księcia Pierre’a II de Bourbon, arcydzieło rzeźbiarskie z XV w. Katedra posiada również zegar astronomiczny z XIV w.
Do czasu powstania bazyliki Notre-Dame de Fourvière był to kościół górujący nad Lyonem.